# På västfronten intet nytt (1930)
På västfronten intet nytt (engelska: All Quiet on the Western Front) är en amerikansk krigsfilm som hade biopremiär i USA den 21 april 1930, och belönades med två Oscar (bästa film samt bästa regi). Filmen är baserad på den tyske författaren Erich Maria Remarques roman På västfronten intet nytt från 1929. Titeln syftar på en vanlig kommentar i högkvarterets rapporter om dagsläget på västfronten. "På västfronten intet nytt", så beskrev staberna dagens händelser trots att flera hundra man stupade dagligen.
I Sverige blev filmen totalförbjuden under Andra världskriget.

## Handling
Handlingen utspelar sig vid Västfronten under första världskriget. Paul Bäumer, Albert Kropp och deras kamrater är några unga pojkar som vid världskrigets utbrott lämnar in skolböckerna och hämtar ut uniform och gevär, påhejade av läraren Kantorek. På utbildningscentret får de den notoriske rekrytplågaren Himmelstoss som befäl. Vid fronten får de den erfarne och betydligt äldre "Kat" Katzcynski som gruppchef. Men den ene efter den andre stupar under de oupphörliga anfallen och motanfallen. Alldeles i krigets slutskede är Paul den ende överlevande, men även han faller för en krypskytts kula.

## Rollista
| Louis Wolheim     | – Kat         |
| Lew Ayres         | – Paul        |
| John Wray         | – Himmelstoss |
| Arnold Lucy       | – Kantorek    |
| Ben Alexander     | – Kemmerich   |
| Scott Kolk        | – Leer        |
| Owen Davis Jr.    | – Peter       |
| Walter Rogers     | – Behn        |
| William Bakewell  | – Albert      |
| Russell Gleason   | – Mueller     |
| Richard Alexander | – Westhus     |
| Harold Goodwin    | – Detering    |
| Slim Summerville  | – Tjaden      |
| G. Pat Collins    | – Bertinck    |